# Al Badil Ettounsi
Al Badil Ettounsi (arabe : البديل التونسي soit « L'Alternative tunisienne ») est un parti politique tunisien fondé par l'ancien chef du gouvernement tunisien Mehdi Jomaa.

## Histoire
En février 2016 est créé un think tank, Tunisie Alternatives.
Après avoir quitté le poste de chef de gouvernement, le 6 février 2015, Mehdi Jomaa sort de son silence le 29 mars 2017 et annonce dans une conférence de presse son retour en politique à travers la création d'un nouveau parti, Al Badil Ettounsi. En vue des élections municipales prévues pour le 17 décembre, Al Badil Ettounsi, ainsi que sept autres partis, en demandent le report dans une déclaration conjointe. Ils appuient leur demande sur le retard des préparatifs, la situation inadéquate que traverse le pays et l'absence du code des collectivités locales pour les municipalités, mais surtout à cause de l'absence de président pour l'Instance supérieure indépendante pour les élections (ISIE). Les huit partis sont alors reçus par Béji Caïd Essebsi, le président de la République, qui annonce que les élections auront lieu dès qu'un nouveau président de l'ISIE serait désigné. Ces élections sont finalement reportés au 6 mai 2018.
En janvier 2018, Al Badil Ettounsi forme, avec dix autres partis, une coalition baptisée « Union civile »,. La coalition remporte finalement 1,77 % des voix au niveau national, soit 66 conseillers et deux maires sur l'ensemble du territoire.
Après ces élections, le parti Tounes Awalan annonce sa fusion avec Al Badil Ettounsi, fusion qui conserve le nom de ce dernier,. Le parti organise également un grand meeting à Ksar Hellal, le 27 octobre 2018, dans le cadre de la préparation aux élections législatives de 2019. Mehdi Jomaa affirme lors de ce meeting qu'il détient un programme de réformes pour sortir le pays de la crise, ainsi qu'un message de réunification des forces démocratiques du pays.
En février 2021, une opération de restructuration est effectuée au sein du parti, le député Hafedh Zouari devenant vice-président, l'ancien ministre du Tourisme Mohamed Ali Toumi secrétaire général et Wael Haddad trésorier.

## Résultats électoraux

### Élections législatives
| Année | Voix   | %    | Rang | Sièges  | Gouvernements               |
| ----- | ------ | ---- | ---- | ------- | --------------------------- |
| 2019  | 46 046 | 1,60 | 10e  | 3 / 217 | Coalition : Fakhfakh (2020) |

### Élections présidentielles
| Année | Candidat    | Voix   | %    | Résultat |
| ----- | ----------- | ------ | ---- | -------- |
| 2019  | Mehdi Jomaa | 61 371 | 1,82 | 12e      |